# Eva Bernoulli
Eva Bernoulli (Berlino, 4 marzo 1903 – Basilea, 12 giugno 1995) è stata un'insegnante e logopedista svizzera.
Figlia di Carl Albrecht Bernoulli, esercitò un ruolo pionieristico in merito alla terapia della voce per il sordomutismo e la balbuzie.